# Al-Hijr
Al-Hijr (em árabe: سورة الحجر) é a décima quinta sura do Alcorão. Ela tem 99 ayats. É classificada como uma sura Makkan. Acredita-se que esta sura foi recebida pelo profeta pouco após da décima segunda sura (Yusuf), no tempo em que Maomé estava em Meca. Tal como as outras sura deste período ela exalta o Deus criador.